# Mariano Herrón
Mariano Andrés Herrón Valera (Buenos Aires, Argentina, 24 de febrero de 1978) es un ex-futbolista profesional, ayudante técnico y actual director técnico argentino. Se desempeñaba en la posición de centrocampista y su último equipo fue Aldosivi. Actualmente es agente libre luego de su salida de Boca Juniors tras su tercer interinato.

## Carrera profesional

### Como futbolista
Herrón comenzó su carrera como jugador con Argentinos Juniors el 10 de agosto de 1998 en un empate 2-2 con Gimnasia y Esgrima de Jujuy. En 2000 estuvo cedido en el Montpellier francés, pero volvió a jugar con Argentinos hasta el 2002. Después de temporadas individuales con San Lorenzo y Rosario Central, se unió al equipo español UE Lleida en 2004.
En 2005 regresó nuevamente a Argentina para jugar en Independiente. En 2009 es cedido en préstamo al Deportivo Cali, club del Fútbol Profesional Colombiano. En junio de 2010, se unió al club marplatense Aldosivi, donde jugó hasta su retiro en 2013.

### Como entrenador
Fue ayudante de campo de Claudio Borghi en Argentinos Juniors. El 18 de diciembre de 2017, Herrón fue designado como segundo entrenador de Cristian Ledesma en Tigre. Se marchó el 11 de febrero de 2019 junto al técnico Mariano Echeverría.
En enero de 2020 fue nombrado entrenador asistente de su ex entrenador Miguel Ángel Russo en Boca Juniors. Más tarde, pasaría a ser parte de la estructura del club y fue incluido, por decisión de Juan Román Riquelme, en los cuerpos técnicos de Sebastián Battaglia y por unos días en el de Hugo Ibarra. En julio de 2022, fue oficializado como nuevo entrenador de la reserva del equipo de la Ribera.
El 28 de marzo de 2023, luego del despido de Ibarra, Herrón fue anunciado como entrenador de Boca Juniors de manera interina. El 10 de abril fue reemplazado por Jorge Almirón. No obstante, en diciembre del mismo año, volvió a ser confirmado como el técnico del club hasta el final de la temporada. En septiembre de 2024, inició una nueva etapa como interino luego de la renuncia de Diego Martínez.
En abril de 2025 vuelve a tomar las riendas de la dirección técnica del "Xeneize" luego de que sea despedido Fernando Gago. Tras la eliminación de Boca Juniors del Torneo Apertura 2025, anunció su alejamiento del club tras tres interinatos, siendo reemplazado por Miguel Ángel Russo. 

## Clubes

### Como jugador
| Club                    | País      | Año       |
| ----------------------- | --------- | --------- |
| Argentinos Juniors      | Argentina | 1998-2002 |
| Montpellier (cedido)    | Francia   | 2000      |
| San Lorenzo             | Argentina | 2002-2003 |
| UE Lleida               | España    | 2003-2004 |
| Rosario Central         | Argentina | 2004-2005 |
| Independiente           | Argentina | 2005-2010 |
| Deportivo Cali (cedido) | Colombia  | 2009      |
| Aldosivi                | Argentina | 2010-2013 |

### Como formador
| Club               | País      | Año       | Cargo      |
| ------------------ | --------- | --------- | ---------- |
| Argentinos Juniors | Argentina | 2014-2017 | Inferiores |
| Boca Juniors       | Argentina | 2022-     | Reserva    |

### Como ayudante de campo
| Club               | País      | Año       | Entrenador principal |
| ------------------ | --------- | --------- | -------------------- |
| Douglas Haig       | Argentina | 2013      | Fernando Quiroz      |
| Argentinos Juniors | Argentina | 2014      | Claudio Borghi       |
| Tigre              | Argentina | 2018      | Cristian Ledesma     |
| Boca Juniors       | Argentina | 2020-2022 | Miguel Ángel Russo   |
| Boca Juniors       | Argentina | 2020-2022 | Sebastián Battaglia  |
| Boca Juniors       | Argentina | 2020-2022 | Leandro Somoza       |

### Como entrenador
| Club                    | País      | Año  |
| ----------------------- | --------- | ---- |
| Boca Juniors (interino) | Argentina | 2023 |
| Boca Juniors (interino) | Argentina | 2023 |
| Boca Juniors (interino) | Argentina | 2024 |
| Boca Juniors (interino) | Argentina | 2025 |

## Estadísticas como entrenador
| Equipo                 | Div.  | Temporada | Liga  | Liga | Liga | Liga | Liga |       | Copa | Copa | Copa | Copa  |   | Internacional | Internacional | Internacional | Internacional | Internacional |   | Otros | Otros | Otros | Otros |   | Totales | Totales     | Totales | Totales | Totales | Totales | Totales | Totales | Totales |
| Equipo                 | Div.  | Temporada | Part. | G    | E    | P    | Pos. | Part. | G    | E    | P    | Part. | G | E             | P             | Pos.          | Part.         | G             | E | P     | Part. | G     | E     | P | Puntos  | Rendimiento | GF      | GC      | Dif.    |         |         |         |         |
| ---------------------- | ----- | --------- | ----- | ---- | ---- | ---- | ---- | ----- | ---- | ---- | ---- | ----- | - | ------------- | ------------- | ------------- | ------------- | ------------- | - | ----- | ----- | ----- | ----- | - | ------- | ----------- | ------- | ------- | ------- | ------- | ------- | ------- | ------- |
| Boca Juniors Argentina | 1.ª   | 2023      | 2     | 1    | 0    | 1    | Int. | 4     | 2    | 1    | 1    | 1     | 0 | 1             | 0             | Int.          | -             | -             | - | -     | 7     | 3     | 2     | 2 | 11/21   | 52.38%      | 10      | 8       | +2      |         |         |         |         |
| Boca Juniors Argentina | 1.ª   | 2024      | 1     | 1    | 0    | 0    | Int. | -     | -    | -    | -    | -     | - | -             | -             | -             | -             | -             | - | -     | 1     | 1     | 0     | 0 | 3/3     | 100%        | 1       | 0       | +1      |         |         |         |         |
| Boca Juniors Argentina | 1.ª   | 2025-A    | 3     | 0    | 2    | 1    | Int. | -     | -    | -    | -    | -     | - | -             | -             | -             | -             | -             | - | -     | 3     | 0     | 2     | 1 | 2/6     | 22.22%      | 2       | 3       | -1      |         |         |         |         |
| Boca Juniors Argentina | Total | Total     | 6     | 2    | 2    | 2    | -    | 4     | 2    | 1    | 1    | 1     | 0 | 1             | 0             | -             | -             | -             | - | -     | 11    | 4     | 4     | 3 | 16/30   | 36.36%      | 13      | 11      | +2      |         |         |         |         |
| 1. 2.                  |       |           |       |      |      |      |      |       |      |      |      |       |   |               |               |               |               |               |   |       |       |       |       |   |         |             |         |         |         |         |         |         |         |

#### Resumen por competencias
| Torneo                        | PD | G | E | P | GF | GC | Dif. | Rendimiento |
| ----------------------------- | -- | - | - | - | -- | -- | ---- | ----------- |
| Primera División de Argentina | 5  | 2 | 2 | 1 | 6  | 4  | +2   | 53.33%      |
| Copa Argentina                | 1  | 0 | 0 | 1 | 2  | 3  | -1   | 0%          |
| Copa de la Liga Profesional   | 3  | 2 | 1 | 0 | 4  | 2  | +2   | 77.78%      |
| Copa Libertadores             | 1  | 0 | 1 | 0 | 0  | 0  | 0    | 33.33%      |
| Total                         | 10 | 4 | 4 | 2 | 12 | 9  | +3   | 53.33%      |

## Palmarés

### Como futbolista

#### Campeonatos internacionales
| Título            | Club        | Sede         | Año  |
| ----------------- | ----------- | ------------ | ---- |
| Copa Sudamericana | San Lorenzo | Buenos Aires | 2002 |